# Luigi Capotosti
Luigi Capotosti (23 de fevereiro de 1863 - 16 de fevereiro de 1938) foi um cardeal italiano da Igreja Católica Romana que serviu como Datário Apostólico de 1933 até sua morte, e foi elevado ao cardinalato em 1926.

## Biografia
Luigi Capotosti nasceu em Monte Giberto, e estudou no seminário em Fermo antes de ser ordenado ao sacerdócio em 1885. Ele então serviu como secretário particular ao Arcebispo de Fermo ( Amilcare Malagola e depois Roberto Papiri), professor no Seminário de Fermo oficial da cúria arquidiocesana e cânone do capítulo da catedral metropolitana .
Em 8 de abril de 1906, Capotosti foi nomeado Bispo de Modigliana pelo Papa Pio X, recebendo sua consagração episcopal em 31 de maio do arcebispo Carlo Castelli, OSC. Mais tarde, ele foi nomeado Secretário da Sagrada Congregação para a Disciplina dos Sacramentos em 8 de junho de 1914. Como Secretário, Capotosti serviu como o segundo mais alto funcionário daquele dicastério, sucessivamente sob os cardeais Filippo Giustini e Michele Lega. Ele foi promovido a Arcebispo Titular de Thermae Basilicae em 22 de janeiro de 1915.
O Papa Pio XI criou-o Cardeal-presbítero de São Pedro Acorrentado no consistório de 21 de junho de 1926. Depois de servir como legado papal ao Congresso Eucarístico Nacional em Loreto em 30 de agosto de 1930, Capotosti foi nomeado Pró-Dataria Apostólica em 29 de julho de 1931, ascendendo para tornar-se Dataria Apostólica completo em 23 de setembro de 1933. Foi legado papal ao Congresso Eucarístico Regional em Piacenza em 30 de julho de 1933, e Camerlengo do Sacro Colégio de Cardeais de 1 de abril de 1935 a 15 de junho de 1936.
O Cardeal morreu em Roma, aos 74 anos. Ele está enterrado na cripta da Sagrada Congregação de Propaganda Fide, no cemitério de Campo di Verano.